# Угузево (Кушнаренковський район)
Угу́зево (рос. Угузево, башк. Үгеҙ) — присілок (у минулому село) у складі Кушнаренковського району Башкортостану, Росія. Входить до складу Старотукмаклинської сільської ради.
Населення — 304 особи (2010; 328 у 2002).
Національний склад:
- татари — 60 %
- башкири — 40 %